# Myelobia peruanella
Myelobia peruanella là một loài bướm đêm trong họ Crambidae.